# Bolbitius pluteoides
Bolbitius pluteoides är en svampart som tillhör divisionen basidiesvampar, och som beskrevs av Meinhard (Michael) Moser. Bolbitius pluteoides ingår i släktet Bolbitius, och familjen Bolbitiaceae. Arten har ej påträffats i Sverige.